# Elizabeth Azcona Bocock

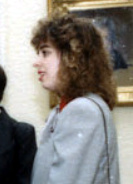
Azcona năm 1987

Elizabeth "Lizi" Azcona Bocock, (sinh ngày 5 tháng 10 năm 1969 tại La Ceiba, Honduras), là Bộ trưởng Bộ Công nghiệp và Thương mại trong nội các của tổng thống Honduras, ông Manuel Zelaya.

## Lý lịch
Là con gái lớn của cựu tổng thống Jose Azcona (QĐDG) và Miriam Bocock de Azcona, Elizabeth Azcona đã được giáo dục tiểu học và trung học tại Trường Elvel của Tegucigalpa trước khi vào Đại học Notre Dame ở Hoa Kỳ để lấy bằng Thạc sĩ tại Hoa Kỳ. Quản trị kinh doanh, với một trẻ vị thành niên về Tài chính.
Từ năm 1990 đến 2001, Azcona làm việc tại Ngân hàng Atlantida trong lĩnh vực tạo ra các doanh nghiệp và đánh giá tín dụng. Từ 2001 đến 2003, cô là Chuyên viên phân tích rủi ro cho Citigroup. Bà đảm nhiệm vị trí giáo sư tại Đại học Jose Cecilio del Valle, điều hành các lớp học về tài chính và lập dự án, đồng thời làm việc với Tập đoàn Đầu tư Liên Mỹ (CII), một chi nhánh của Ngân hàng Phát triển Liên Mỹ (IADB). Vào tháng 1 năm 2006, Azcona rời vị trí của mình trong CII để trở thành Bộ trưởng Bộ Công thương.
Azcona đã kết hôn với nhà công nghiệp Jorge Valladares, người có hai con.